# Isotomus barbarae
Isotomus barbarae är en skalbaggsart som beskrevs av Gianfranco Sama 1977. Isotomus barbarae ingår i släktet Isotomus och familjen långhorningar. IUCN kategoriserar arten globalt som sårbar. Inga underarter finns listade i Catalogue of Life.